# Oedignatha sima
Oedignatha sima is een spinnensoort uit de familie van de bodemzakspinnen (Liocranidae).
De wetenschappelijke naam van de soort werd in 1886 gepubliceerd door Eugène Simon.